# Galeana (Chihuahua)
Galeana es una localidad del estado mexicano de Chihuahua, localizada en la zona noroeste del estado, es cabecera del municipio del mismo nombre.

## Historia
Lo que hoy es el pueblo de Galeana, fue fundado en el año de 1767 por orden José Carlos de Agüero, gobernador de la Nueva Vizcaya, como un presidio, denominado Presidio Militar de la Princesa, debido a la zona donde se encuentra, el entonces presidio fue desde entonces y casi hasta finales del siglo XIX, fue escenario de la lucha entre los conquistadores españoles y luego el gobierno mexicano, contra las tribus nómadas que se mantuvieron rebeldes, como los apaches. Posteriormente se le cambió el nombre por el de Presidio de San Buenaventura y en 1778 por disposición de Teodoro de Croix, Comandante de las Provincias Internas, se le dio el título de Villa y el nuevo nombre de San Juan Nepomuceno, que conservó hasta 1829, cuando el Congreso de Chihuahua le cambió su nombre a Galeana en honor al insurgente Hermenegildo Galeana.
En la primavera de 1846 se produjo una matanza de chiricahuas.

## Localización y demografía
Galeana se localiza en la zona noroeste del estado de Chihuahua, en las coordenadas 30°06′46″N 107°36′58″O / 30.11278, -107.61611 y a una altitud de 1,430 metros sobre el nivel del mar, se encuentra a unos 50 kilómetros del sureste de la ciudad de Nuevo Casas Grandes. Tiene una población total de 703 personas, de las cuales 333 son hombres y 370 son mujeres; es la tercera localidad más poblada de su municipio, después de Abdenago C. García y Colonia Le Barón.